# Theodore Ghisi
Theodore Ghisi, död 1601, var en italiensk målare och kopparstickare. Han var bror till Giorgio Ghisi.
Theodore Ghiso var verksam i Mantua och 1587-1590 i Graz i Steiermark, där han som hovmålare och ärkehertig Karl II utförde religiösa målningar och porträtt.